# Germaine Hagemans
 (juin 2013).
Germaine Hagemans est une artiste-peintre animalier belge, née le 18 novembre 1897 à Ixelles (Belgique) et morte le 7 février 1985. Elle est la fille du peintre Maurice Hagemans et la sœur du peintre Paul Hagemans.